# León (Spania)
León (în leoneză, Llión )  este un municipiu  și oraș spaniol din nord-vestul Peninsulei Iberice, capitala provinciei omonime, în comunitatea autonomă Castilla y León. În ianuarie 2021, León avea 122.051  de locuitori  repartizați pe o suprafață de 39,03 km² și o zonă metropolitană de 203 191 de locuitori conform hărții zonelor funcționale a Junta de Castilla y León (alte proiecte dau cifre diferite)  distribuite în cincisprezece municipii.
Apărut ca tabără militară romană a Legio VI Victrix în jurul anului 29 la. C., caracterul său de oraș de tabără s-a consolidat odată cu așezarea definitivă a Legio VII Gemina din anul 74. După depopularea parțială din cauza cuceririi musulmane a peninsulei, León a primit un nou impuls ca parte a Regatului Asturiei. În 910, una dintre cele mai remarcabile etape istorice ale sale a început când a devenit sediu al Regatului León, participând activ la Recucerirea împotriva musulmanilor, devenind unul dintre regatele fundamentale în configurația Regatului Spaniei. Orașul a găzduit primul Cortes din istoria Europei în 1188, sub domnia lui Alfonso al IX-lea, datorită căruia în 2011 a fost proclamat de UNESCO și de Junta de Castilla y León drept Leagănul parlamentarismului.  Încă din Evul Mediu târziu, orașul a încetat să mai aibă importanța de altădată, parțial din cauza pierderii independenței sale după integrarea regatului León în Coroana Castiliană, definitivă din 1301.
Cufundat într-o perioadă de stagnare în Epoca Modernă, în Războiul de Independență a fost unul dintre primele orașe care s-au ridicat din toată Spania, iar la câțiva ani după încheierea acesteia, în 1833, va dobândi rangul de sediu de provincie. Secolul XX a adus Planul Ensanche, care a sporit expansiunea urbană pe care o cunoștea încă de la sfârșitul secolului XIX, când orașul a devenit un important nod de comunicații în nord-vest datorită apariției mineritului de cărbune și a căii ferate.
Moștenirea sa istorică și monumentală, precum și diferitele sărbători care au loc pe tot parcursul anului, printre care se remarcă Săptămâna Mare, și situarea sa ca popas obligatoriu pe Camino de Santiago, considerat Patrimoniu Mondial de UNESCO, îl fac un oraș primitor al turismului național și internațional. Printre cele mai reprezentative monumente ale sale se numără Catedrala Santa María de Regla, cel mai bun exemplu de gotic clasic în stil francez din Spania, Bazilica San Isidoro, una dintre cele mai importante biserici romanice din Spania, mormântul regilor medievali din León și, considerată Capela Sixtină a artei romanice, Mănăstirea San Marcos, primul exemplu de arhitectură renascentistă spaniolă, palatul Guzmanes, palatul Contelui Luna, biserica Nuestra Señora del Mercado, Biserica San Salvador de Palat del Rey, Casa de las Carnicerías și Casa Botines, în stil modernist și proiectată de arhitectul catalan Antoni Gaudí; toate declarate Bien de Interes Cultural.  Un exemplu remarcabil de arhitectură modernă și unul dintre muzeele orașului este MUSAC, de Mansilla + Tuñón Arquitectos. 
Universitatea din León, fondată în 1979 ca o scindare a Universității din Oviedo, cu 10.206 studenți în anul universitar 2019-2020;  are sediul în oraș și este listată, pe baza unor criterii precum cererea universitară, resursele umane sau planurile de studii,  ca a doua universitate din Castilla y León, după Universitatea din Salamanca, și a treizecea din Spania.  Din 4 mai 2010, orașul găzduiește cel de-al doilea sediu al Universității din Washington din Europa, după sediul său din Roma, cu o capacitate de 500 de studenți interesați să învețe limba spaniolă.   Din 2011 orașul are și un sediu al Institutului Confucius.  
| Date climatice pentru León,Virgen del Camino 916m (1981-2010) | Date climatice pentru León,Virgen del Camino 916m (1981-2010) | Date climatice pentru León,Virgen del Camino 916m (1981-2010) | Date climatice pentru León,Virgen del Camino 916m (1981-2010) | Date climatice pentru León,Virgen del Camino 916m (1981-2010) | Date climatice pentru León,Virgen del Camino 916m (1981-2010) | Date climatice pentru León,Virgen del Camino 916m (1981-2010) | Date climatice pentru León,Virgen del Camino 916m (1981-2010) | Date climatice pentru León,Virgen del Camino 916m (1981-2010) | Date climatice pentru León,Virgen del Camino 916m (1981-2010) | Date climatice pentru León,Virgen del Camino 916m (1981-2010) | Date climatice pentru León,Virgen del Camino 916m (1981-2010) | Date climatice pentru León,Virgen del Camino 916m (1981-2010) | Date climatice pentru León,Virgen del Camino 916m (1981-2010) |
| Luna                                                          | Ian                                                           | Feb                                                           | Mar                                                           | Apr                                                           | Mai                                                           | Iun                                                           | Iul                                                           | Aug                                                           | Sep                                                           | Oct                                                           | Nov                                                           | Dec                                                           | Anual                                                         |
| ------------------------------------------------------------- | ------------------------------------------------------------- | ------------------------------------------------------------- | ------------------------------------------------------------- | ------------------------------------------------------------- | ------------------------------------------------------------- | ------------------------------------------------------------- | ------------------------------------------------------------- | ------------------------------------------------------------- | ------------------------------------------------------------- | ------------------------------------------------------------- | ------------------------------------------------------------- | ------------------------------------------------------------- | ------------------------------------------------------------- |
| Maxima medie °C (°F)                                          | 7.1 (44,8)                                                    | 9.5 (49,1)                                                    | 13.3 (55,9)                                                   | 14.8 (58,6)                                                   | 18.6 (65,5)                                                   | 24.0 (75,2)                                                   | 27.4 (81,3)                                                   | 26.9 (80,4)                                                   | 22.9 (73,2)                                                   | 16.7 (62,1)                                                   | 11.2 (52,2)                                                   | 8.0 (46,4)                                                    | 16,7 (62,06)                                                  |
| Media zilnică °C (°F)                                         | 3.2 (37,8)                                                    | 4.7 (40,5)                                                    | 7.6 (45,7)                                                    | 9.0 (48,2)                                                    | 12.6 (54,7)                                                   | 17.1 (62,8)                                                   | 19.8 (67,6)                                                   | 19.6 (67,3)                                                   | 16.5 (61,7)                                                   | 11.7 (53,1)                                                   | 7.0 (44,6)                                                    | 4.3 (39,7)                                                    | 11,1 (52)                                                     |
| Minima medie °C (°F)                                          | −0.7 (30,7)                                                   | 0.0 (32)                                                      | 1.9 (35,4)                                                    | 3.3 (37,9)                                                    | 6.6 (43,9)                                                    | 10.2 (50,4)                                                   | 12.2 (54)                                                     | 12.3 (54,1)                                                   | 10.1 (50,2)                                                   | 6.7 (44,1)                                                    | 2.8 (37)                                                      | 0.4 (32,7)                                                    | 5,48 (41,87)                                                  |
| Minima istorică °C (°F)                                       | −17.4 (0,7)                                                   | −14.4 (6,1)                                                   | −11.2 (11,8)                                                  | −6.1 (21)                                                     | −4 (24,8)                                                     | 0.0 (32)                                                      | 3.0 (37,4)                                                    | 2.6 (36,7)                                                    | 0.0 (32)                                                      | −3.4 (25,9)                                                   | −7.2 (19)                                                     | −15.4 (4,3)                                                   | −17,4 (0,7)                                                   |
| Precipitații mm (inches)                                      | 50 (1.97)                                                     | 34 (1.34)                                                     | 32 (1.26)                                                     | 45 (1.77)                                                     | 56 (2.2)                                                      | 31 (1.22)                                                     | 19 (0.75)                                                     | 23 (0.91)                                                     | 39 (1.54)                                                     | 61 (2.4)                                                      | 59 (2.32)                                                     | 66 (2.6)                                                      | 515 (20,28)                                                   |
| Umiditate [%]                                                 | 82                                                            | 74                                                            | 66                                                            | 65                                                            | 62                                                            | 56                                                            | 52                                                            | 54                                                            | 62                                                            | 74                                                            | 80                                                            | 83                                                            | 67                                                            |
| Nr. de zile cu precipitații                                   | 8                                                             | 6                                                             | 6                                                             | 8                                                             | 9                                                             | 5                                                             | 3                                                             | 3                                                             | 5                                                             | 8                                                             | 8                                                             | 9                                                             | 75                                                            |
| Nr. mediu de zile cu ninsoare                                 | 4                                                             | 3                                                             | 2                                                             | 1                                                             | 0                                                             | 0                                                             | 0                                                             | 0                                                             | 0                                                             | 0                                                             | 1                                                             | 2                                                             | 13                                                            |
| Ore însorite                                                  | 130                                                           | 161                                                           | 214                                                           | 228                                                           | 259                                                           | 314                                                           | 358                                                           | 327                                                           | 246                                                           | 178                                                           | 137                                                           | 120                                                           | 2.673                                                         |
| Sursă: Agencia Estatal de Meteorología                        |                                                               |                                                               |                                                               |                                                               |                                                               |                                                               |                                                               |                                                               |                                                               |                                                               |                                                               |                                                               |                                                               |

## Personalități născute aici
- Antonio de la Cruz (n. 1947), fotbalist.